# Kecamatan Sentani Kota
Kecamatan Sentani Kota är ett distrikt i Indonesien.   Det ligger i provinsen Papua, i den östra delen av landet, 3 800 km öster om huvudstaden Jakarta.